# Dino Zannoner
Dino Zannoner (Vicenza, 1910 – battaglia di Cheren, 29 marzo 1941) è stato un militare italiano, insignito della medaglia d'oro al valor militare alla memoria nel corso della seconda guerra mondiale.

## Biografia
Nacque a Vicenza nel 1910, figlio di Attilio e di Maria Morandini. Compiuti gli studi medi presso l'Istituto commerciale di Padova, si arruolò volontario nel Regio Esercito in qualità di allievo ufficiale di complemento, frequentando la Scuola di Spoleto, e nel 1932 venne sottotenente in servizio presso il 71º Reggimento fanteria. Congedatosi nel gennaio 1933 e conseguita la laurea in scienze economiche e commerciali presso l'università di Torino, fu assunto come impiegato dalla Banca Nazionale del Lavoro e destinato alla sede di Addis Abeba, in Africa Orientale Italiana. Promosso tenente a scelta ordinaria con anzianità 1º luglio 1936, alla vigilia dell'entrata in guerra del Regno d'Italia, avvenuta il 10 giugno 1940, fu richiamato in servizio attivo e destinato al 10º Reggimento "Granatieri di Savoia". Cadde in combattimento il 29 marzo 1941 durante le fasi della battaglia di Cheren e fu insignito della medaglia d'oro al valor militare alla memoria.

### Fonti
1. 1 2 3 4  Combattenti Liberazione.
2. 1 2 3  Gruppo Medaglie d'Oro al Valor Militare 1965, p. 625.
3. ↑   Medaglia d'oro al valor militare Zannoner, Dino, su quirinale.it, Quirinale. URL consultato l'11 luglio 2021.